# The Candy Spooky Theater
The Candy Spooky Theater (ザ キャンディー スプーキー シアター Za Kyandī Supūkī Shiatā?), es una banda japonesa perteneciente al movimiento Visual kei. Debutaron en 2005 con el sencillo «Pumpkins Scream in the Dead of Night Parade» y tras varios lanzamientos posteriores, el 23 de marzo de 2007 lanzaron su primer álbum Living Dead Spooky Doll's Family in the Rock n' Childs Spook Show Baby!!. La banda está formada por Jack Spooky, Kal Bone Jr., y Peggy Giggles. Su música y estética esta fuertemente influenciada por los trabajos de Tim Burton, bajo el concepto Comical Horror Halloween Party (Horror cómico de Fiesta de Halloween).

## Historia
La banda se formó en 2003 por Jack Spooky (voz de horror cómica, muñeco vampiro malicioso) y Peggy(desvergonzado bajo eléctrico, muñeca princesa bruja sexual), quienes anteriormente habían estado juntos en el grupo Dororo bajo los nombres Shati y MeiLa (迷La?).
Ese mismo año, se les unió Zull (guitarra con sonido de fascinación, muñeco anatomista loco), quien había conocido a Peggy cuando trabajaban juntos como músicos invitados de Art Marju Duchain (donde Zull era conocido como Yuzuru).
Su primer lanzamiento fue el sencillo «Pumpkins Scream in the Dead of Night Parade» en marzo de 2004, bajo su propio sello llamado Candy Makers (CM(S)), la cual se limitó a 1000 copias.
Durante 2005, realizaron varios eventos llamados Party Monster Collection donde se presentaron junto a diferentes grupos . En septiembre lanzaron su segundo sencillo «Wonderland», seguido por «Murderland» al mes siguiente.
En 2006 se unieron a Sugar y Calmando Qual para lanzar un álbum y realizar una gira. Se presentaron en varios eventos y en julio lanzaron el sencillo «The Bedroom». En septiembre tuvieron su primer concierto one-man, en el que distribuyeron su primer DVD que contenía su primer PV y algunos videos en vivo.
En enero de 2007, el grupo realizó su segundo one-man, "Living Dead Spooky Doll's Family In The Rock 'n Child's Spook Show Baby", donde nuevamente distribuyeron un DVD gratuito. En mayo de ese mismo año tendrían su debut internacional con una gira de tres fechas en la costa este de los Estados Unidos organizada por Tainted Reality (quien también trabaja con BLOOD).
En mayo, Zull tras su último concierto en América decide abandonar el grupo, afirmando que "ya no tenía ánimos para continuar".
El 3 de julio, los miembros de la banda anuncian que su nuevo guitarrista será Kiddy Skeleton con el cual anunciaron un concierto para el 1 de septiembre donde se distribuirá el que será el primer Maxi-Single con su nuevo miembro, titulado “Prince of Darkness”.
Presentados nuevamente por Tainted Reality vuelven a América donde se presentan en la PMX: Pacific Media Expo a realizarse en Los Ángeles, California, una convención de anime y manga, donde también se presenta lo último en música asiática, moda y películas.
Durante marzo de 2008 realizan una gira por Europa, con cuatro fechas pasando por Alemania, Finlandia y Países Bajos. Los meses siguientes la banda trabajo en el desarrollo y grabación de su nuevo álbum, anunciado para octubre, el cual sería titulado "SCARYWONDERLAND", Pero debido a la salud de Jack Spooky la banda pospone el lanzamiento, como también todas las presentaciones en vivo realizando una pausa en sus actividades, las cuales retomarían en cuando el vocalista se recuperase.
Poco después del anuncio de la pausa de actividades de la banda, en la página oficial se daban noticias de la gradual recuperación de Jack Spooky, seguido de eso se anuncia también que Kiddy Skeleton abandona el grupo, dejando así a Jack y Peggy sin guitarrista.
Después del receso de la banda, en la web oficial de The Candy Spooky Theater, entregan la nueva noticia: un nuevo guitarrista llamado Kal Bon Jr. se les unía al grupo, junto con el cual lanzarían su nuevo maxisencillo titulado "La Dance Macabre", el cual sería distribuido en el evento "The Haunted House", el cual realizarían junto con la banda SaTaN a fines de febrero de 2009.
El 2010 fue un año de recuperación para la banda, tras presentarse en algunos eventos esporádicos en Japón, Volvieron a trabajar en su segundo álbum de estudio, el cual fue lanzado primer día de septiembre como se había dicho, titulado "SPOOKYWONDERLAND", El cual fue seguido por otro sencillo, lanzado en diciembre titulado "White Nightmare".

## Integrantes
- Vocal: Jack Spooky
- Bajo: Peggy Giggles
- Guitarra:Kal Bon Jr

### Exintegrantes
- Guitarra: ZULL [abandono: 2007]
- Guitarra: Kiddy Skeleton [abandono: 2008]

## Discografía

### Álbumes
- 2007-03-27 Living Dead Spooky Doll's Family In The Rock 'n Child's Spook Show Baby
- 2010-10-1 SpookyWonderland

### Sencillos
- 2009-02-24 The Hounted House (realizado en conjunto con la banda SaTaN)
- 2007-09-01 	Prince of darkness
- 2006-07-05 	The Bedroom
- 2005-10-31 	Murderland
- 2005-09-09 	Wonderland
- 2004-03-21 	Pumkins Screams in The Night Parade 	maxi-single

### Compilaciones de varios artistas
- 2007-03-17 	Darkest Labyrinth
- 2006-05-06 Mikkai